# Municipio San Joaquín (Carabobo)
El Municipio San Joaquín es uno de los 14 municipios que conforman el Estado Carabobo en la Región Central de Venezuela, la cual limita al norte con el Estado Aragua, al sur con el Lago de Valencia, al este con el Municipio Diego Ibarra y al oeste con el Municipio Guacara. Su capital es la localidad homónima de San Joaquín. Se encuentra ubicado en la Región Oriental del Estado Carabobo. Tiene una superficie de 127;km² y una población estimada de 72.463 habitantes (2014). El Municipio San Joaquín cuenta con 01 parroquia civil San Joaquín, forma parte del Área metropolitana de Valencia

## Ubicación y situación
El municipio San Joaquín se encuentra ubicado en el eje oriental del estado Carabobo, siendo uno de los cinco municipios carabobeños que tienen límite con el Lago de Valencia.; y su situación con relación al meridiano de Greenwich y al Ecuador es: 67º47’20” de longitud oeste y l0ºl5’40” de latitud norte respectivamente.

## Historia
Para el año 1781, en su afán de extender su acción evangelizadora el obispo Don Mariano Marti piensa en la creación de una nueva parroquia ubicada entre La Cabrera y el límite de la parroquia Guacara. En el año 1782 empezó a servir la parroquia bajo la guía del presbítero Bachiller Juan Rafael del Barrio la cual adopta el nombre de San Joaquín de Mariara en honor al padre de la Santísima Virgen María. El 3 de diciembre de 1795 se definen los terrenos para la construcción de la primera iglesia, la plaza y el cementerio ubicados en unos parajes conocidos como Punta de Zamuro, sector de la vieja hacienda Cura donados por el Conde Don Diego de Tovar, iniciándose su construcción el 20 de febrero de 1796. En 1881 se le otorga la categoría de Municipio Foráneo dependiente del Distrito Guacara separándose Mariara en el año 1959, en 1983 logra su autonomía municipal con la reforma a la Ley de División Político Territorial del Estado Carabobo, publicado en Gaceta Oficial Extraordinaria № 276.

### Hechos históricos
- En 1800, Humbolt fue huésped del Conde de Tovar quedando maravillado por la variada y exquisita flora y fauna de la región.
- En los años de lucha por la emancipación, Domingo de Monteverde pernoctó en San Joaquín antes de recibir la capitulación de Miranda.
- En una senda ubicada en el cerro El Aguacate el General Carlos Soublette fue enfrentado y obligado a retornar a Maracay, por el realista José Tomas Morales.
- El General José Antonio Páez pernotó en calidad de prisionero de Ezequiel Zamora
- Para 1928 ocurren dos hechos importantes, la llegada de la carretera trasandina (Troncal 1) y la construcción del puente de hierro.
- En 1936 se creó la primera escuela de San Joaquín, la cual se llamó Manuel Vicente Romero García.
- El primer sindicato nace con la Revolución de Octubre de 1945.
- La empresa Heinz es la primera empresa multinacional que se instala en San Joaquín en 1960.

### Etimología
El nombre San Joaquín proviene de Joaquín, padre de María, a su vez madre de Jesús.

## Economía
La actividad económica del municipio siempre dependió de la agricultura, hoy en día esta actividad viene dando paso a los nuevos desarrollos como son la actividad minera que esta presente con dos explotaciones de rocas industriales de Caliza y Serpentina. También es asiento de grandes industrias de alimentos y bebidas. Por su ubicación en el eje de la Autopista Regional del Centro la economía informal genera un dinamismo.

## Geografía
Se distinguen dos zonas en el municipio, la zona norte ocupada por la Cordillera de la Costa que separa en las filas del Aguacate entre Carabobo y el Estado Aragua, en esta zona montañosa las elevaciones varían entre los 550 y 1800 msnm, mientras que en la zona central y sur se presenta una planicie sedimentaria originada por la depresión del Lago de Valencia con alturas entre 400 y los 500 m s.n.m. La fauna que se encuentra en este municipio es poco variada pero existen especies como el báquiro, venado, cachicamo y el acure. El clima es tropical con una temperatura promedio anual entre los 25 °C y 28 °C, con precipitaciones entre 900 mm y 1150 promedio entre los períodos de sequía y lluvia.

### Hidrografía
El municipio San Joaquín cuenta con 7 kilómetros de costas lacustres enmarcadas dentro de la cuenca hidrográfica del Lago de Valencia, donde son afluentes todos los ríos y riachuelos que corren por el municipio, siendo los principales los ríos Cura y Ereigüe, la ciudad de San Joaquín es atravesada por las quebradas Agua Clara, Los Cocos y Arenal.

### Clima
Su temperatura es tropical con una media anual que oscila entre 25 °C y 28 °C, existen dos marcados periodos, uno de lluvia y uno de sequía, siendo el de pluviosidad con precipitaciones promedio entre 900 mm y 1.150 mm anual.

### Altitud
San Joaquín se ubica a 457 m.s.n.m.

### Vegetación
Entre las especies arbóreas que se encuentran en el municipio destacan; el samán, la caoba, el jabillo, la quina, el pereipe y otras características de la cuenca del lago; igualmente se encuentran arbustos en las zonas montañosas, laderas, planas y de vegas, en este grupo encontramos: flor amarilla, alcornoque, roble, chupario, fruta de burro, cují, dividive, entre otros. También se encuentra una gran variedad de árboles frutales tales como: el mango, naranja, ciruela, aguacate. Entre las herbáceas encontramos: picapica, borrajón, granadilla, Cunde amor y el Mastranto.

### Fauna
Existe gran variedad de especies presente en el municipio, pudiéndose nombrar entre las terrestres el báquiro, venado, cachicamo, acures, ardillas monos, conejos de sabana, reptiles tales como la macaurel, mapanare y coral. En lo que respecta a la avifauna destacan: pericos, loros, torditos, pájaros de diversas especies, guacharaca y perdices. De las especies de peces se puede hacer mención a la Sardina, Mataguaros y corronchos; también se pueden apreciar en el lago garzas, flamencos y patos silvestres así como guabinas, bagres, tortugas y san pedros. Los palos grandes

## Cultura

### Los Pastores de San Joaquín
Los Pastores de San Joaquín es una tradición cultural y religiosa que se celebra anualmente en el municipio de San Joaquín, Venezuela. La festividad tiene lugar desde el primer domingo de diciembre hasta el 24 de diciembre, en honor a la llegada del Niño Jesús.
La tradición comenzó el 24 de diciembre de 1920, impulsada por Asunción Beltrán, quien consolidó la práctica como parte del acervo cultural del municipio. Aunque también se le conoce como Los Pastores de San Juan, el baile tiene raíces en la localidad de Aguas Calientes, en la vecina población de Mariara.
Desde su primera ejecución, la festividad ha mantenido su propósito original: rememorar la Natividad del Señor a través de música, danza y devoción. La representación se fundamenta en la religión católica y se vincula al legado de San Francisco de Asís, traído a la comunidad por el maestro Chon, quien dirigió la primera escenificación en 1920.
La danza de Los Pastores de San Joaquín consiste en una procesión festiva en la que participan 20 pastores, 20 pastorcillas y un cachero. Los participantes recorren las calles del municipio acompañados de música y parrandas, deteniéndose en la iglesia para cantar y bailar hasta el final de la misa de gallo. Posteriormente, los pastores continúan el recorrido junto a la representación del Niño Jesús, visitando pesebres en distintas casas para rendir homenaje a su nacimiento.
El baile incorpora nueve figuras tradicionales, cada una con un simbolismo particular: la cruz, en referencia a la crucifixión de Cristo; la “S” de San Joaquín, que representa la identidad de la festividad; el remolino, alusivo a los movimientos de la naturaleza; el empalizado, que simboliza la protección de la fe; y el baile de pareja, ejecutado en la etapa final de la celebración.
Los pastores visten atuendos sencillos: una franela unicolor, una falda y un sombrero de copa larga y colorida. Acompañan su danza con maracas, conocidas como mariquillas, que representan a las hijas de María. Para la ejecución musical, se emplean instrumentos tradicionales como el furruco, la tambora, la charrasca, la maraca y la guarura, que otorgan ritmo y profundidad al baile.
Personajes del Baile
Luego del recorrido que realizan los pastores de San Joaquín por las calles de la entidad, asisten a la misa del gallo, celebrada cada 24 de diciembre, donde los pastorcillos entonan versos de buenaventura del niño Jesús y de allí continúan llevando la expresión folclórica representando personajes como El Cachero, encargado de la coordinación del baile; El Ovejo, simboliza el rebaño de ovejas, presentes en el nacimiento; El Titirijí, es el ave de rapiña que avisa a los pastores lo que estaba ocurriendo; La Vieja y El Viejo, personifican a las personas de la época; y La Cargadora, quien lleva un cofre con una imagen del niño Jesús, que data de hace más de 200 años.

### Los Tambores de San Joaquín
Baile típico de las costas centrales del país, llega a San Joaquín procedente de Ocumare en el estado Aragua, es una mezcla armónica de El Tambor y El Cumaco donde las parejas se alternan en un baile alegre en honor a San Juan.

### Velorio de Cruz de Mayo
Tradición que tiene su origen en la conquista colonial y que se realiza para rendirle culto a la cruz, al canto de décimas y plegarias al compás del tambor, manifestándole su devoción y solicitando favores.

## Gastronomía
La Panela de San Joaquín es su más conocida manifestación donde también destacan el casabito, el alfeñique, el pan de horno, el turrón hecho con maíz Cariaco, entre los platos típicos se pueden mencionar el pabellón criollo, la carne en vara y la cachapa con queso.

### Panelas de San Joaquín
El Municipio San Joaquín es reconocido por sus «Panelas de San Joaquín».

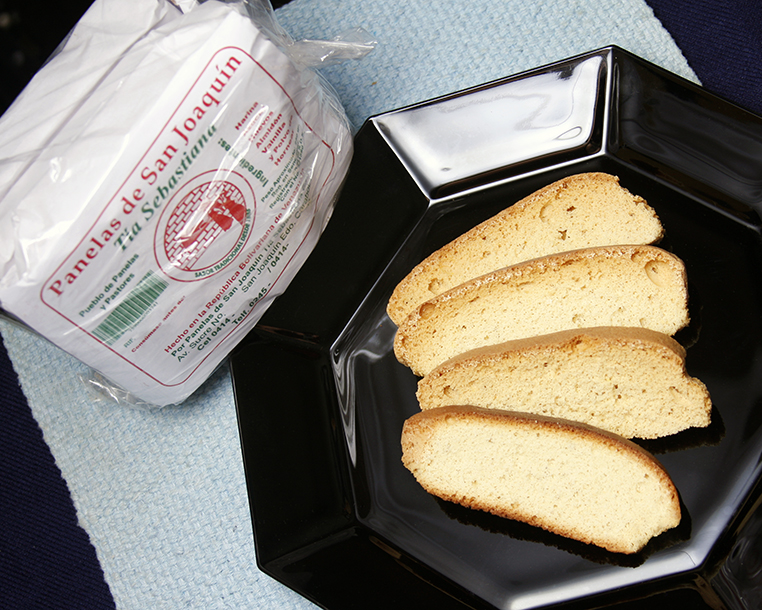
Panelas o Panelitas de San Joaquín

Famoso dulce o Bizcochuelo de origen vasco y que fue traído por las primeras familias que se establecieron en el lugar alrededor de 1795. la creadora fue Silveria Zuloaga Egusquiza de nieto, quien elaboraba el bizcocho para consumo familiar, doña Silveria cedió la receta a doña Juana Elizalde de Uriarte; quien a mediados de 1885 comienza su elaboración para la venta y las bautiza como panelas de San Joaquín.
Por recomendación del párroco del pueblo Leonardo de Destiana, doña Juana ya a sus 74 años de edad entrega la receta a 3 ahijadas : Ana Rogelia Gonzáles, Juana Rodríguez y María Jesús Alezones quienes se convierten en la primera generación de fabricantes de panelas.
Es así como de esta primera generación, se despliega una cantidad de familias dedicadas por décadas a la elaboración de este dulce y con su trabajo y dedicación contribuyeron al desarrollo económico, social y cultural de nuestro pueblo.

## Festividades
| Festividad                      | Fecha                    | Descripción |
| ------------------------------- | ------------------------ | --- |
| Paradura del niño               | Segundo domingo de enero | Baile de Pastorcillos en la plaza Bolívar                                                                          |
| Carnaval                        | Febrero móvil            | Desfiles, comparsas, fiesta de disfraces                                                                           |
| Semana Santa                    | Marzo- abril             | Actos religiosos, procesiones, quema de Judas.                                                                     |
| Velorio de Cruz                 | 2 y 3 de mayo            | Fiestas populares.                                                                                                 |
| Sagrado Corazón de Jesús        | Junio, móvil             | Actos religiosos                                                                                                   |
| El Cumaco de San Juan           | 23 y 24 de junio         | Bailes y fiestas populares                                                                                         |
| Fiestas de la Virgen del Carmen | 16 de julio              | Procesiones, misas y diversas fiestas populares                                                                    |
| Fiestas en honor a san Joaquín. | 16 de agosto             | Actos religiosos, ferias populares.                                                                                |
| Fiestas en honor a san Rafael   | 17 de septiembre         | Actos religiosos y fiestas populares.                                                                              |
| Pastores de San Joaquín         | 24 de diciembre          | Pastores llevan a cabo una marcha por las calles, posteriormente llegan a la iglesia, entre otros actos religiosos |

## Himno de San Joaquín
En un coro y cuatro estrofas, el autor Carlos José Granadillo Pinto, plasmó en el Himno, la identidad del pueblo de las panelas a través de un arduo trabajo de investigación que se extendió por cuatro meses para cumplir con los requisitos exigidos por autoridades del Concejo Municipal y la Alcaldía de San Joaquín en un concurso abierto en el que el profesor de música resultó ganador.
Para decretar oficialmente el Himno del municipio el alcalde de San Joaquín, Luis Aguiar y el presidente del Concejo Municipal, Juan Leal, en presencia del párroco de la localidad, estudiantes, docentes de las diferentes instituciones educativas y demás autoridades municipales firmaron una ordenanza donde fue decretado formalmente el Himno que a partir de ayer representa a la jurisdicción.
Autor del Himno: Carlos José Granadillo Pinto, nació en San Felipe estado Yaracuy, pero su vida está incrustada en el pueblo de las panelas donde ha transcurrido la mayoría de su vida. Su existencia ha girado en torno a la música, pues se ha dedicado a dar clases de música en algunas instituciones y ha pertenecido a diversas orquestas como tresista, pianista, director, arreglista, productor. El autor también ha llegado a otros países en representación de Venezuela, tal es el caso del Festival de Cultura del Caribe y ha sido merecedor de premios y reconocimiento en honor a su carrera como músico.

## Bandera

### Creación
A través de un concurso llevado a cabo por la alcaldía de San Joaquín en el 2014, fueron elegidos por medio del voto popular la bandera y el escudo que desde ese día se convertirían en los símbolos oficiales del municipio de San Joaquín. La bandera ganadora con un total de 189 votos fue la N°3, creada y diseñada a mano por su autor original José Ramón Castillo Peroza, un residente del municipio, destacado por su desempeño en artes como el dibujo, la dirección, dramaturgia y actuación teatral, la poesía zanquista entre muchas otras.

## Sitios de interés
Existen una gran cantidad de sitios considerados como atractivos naturales, históricos y culturales de interés para la actividad turística como son:
- Plaza Bolívar: Se le conoce con el actual nombre desde 1928 cuando le fue asignado por la Junta Comunal presidida por Don Francisco Tomas Camarón. Su demarcación se realizó en el año 1872 durante el gobierno del General Guzmán Blanco.
- Cerro La Cruz: En él se encuentran la Cruz de hierro como homenaje de la cruz de mayo y la imagen de la Virgen del Carmen, desde aquí se puede observar parte de los estados Aragua y Carabobo, destacándose el Lago de Valencia y la población de San Joaquín.
- Casa Alejo Zuloaga: Ejemplo de la arquitectura colonial venezolana, fue construida a finales del siglo XVIII. En ella nació en 1853 el insigne San Joaquinero Alejo Zuloaga. Es un espacio abierto a la comunidad donde se ofrecen todas las expresiones de la cultura para el rescate del patrimonio regional y nacional.
- Centro de Capacitación y Promoción de la Artesanía: Casa de familia, biblioteca y sede del Centro Sociocultural San Joaquín, son algunos de los usos que tuvieron los espacios, desde el año 2009, funciona este centro especializados de Fundación Empresas Polar.
- Iglesia Matriz Nuestra Señora del Carmen: Diseñada originalmente en forma de cruz latina, sometida a cambios a través del tiempo, fue concluida su construcción a finales del siglo XIX. En su lado exterior izquierdo se encuentra una gruta con la imagen de la Virgen de Lourdes.
- Río Cura: En su recorrido a través del municipio presenta alternativas para el esparcimiento de los visitantes con sus innumerables pozos y sitios de reunión para el baño fluvial.
- Parque El Ereigüe: Donde el río que da su nombre y las grandes rocas que bordean su cauce forman piscinas naturales para la recreación y esparcimiento de los San Joaquineros zonas circunvecinas. Cuenta con una serie de servicios y espacios acondicionados para su disfrute.
- Cerro El Aguacate: En el año 1816 se enfrentaron en el General Carlos Soublette y el realista José Tomas Morales. En él se encuentran una variedad de lugares de gran belleza escénica para la práctica de actividades al aire libre y el excursionismo.
- Isla de Chambergo: Ubicada frente de San Joaquín en el Lago de Valencia, ofrece una gran variedad de elementos para la recreación y práctica de actividades pasivas, así como un lugar para la observación y disfrute del Lago.
- Lago de Valencia: O Lago de Los Tacarigua, descubierto en 1547 por Don Juan de Villegas, es el mayor reservorio de agua dulce del país con un volumen de 7 millones de mt3 y una superficie de 347 km², de gran belleza natural donde se pueden practicar deportes acuáticos.
- Hacienda Cura: Fue construida en el año 1567, se considera la primera en San Joaquín. En ella se encuentra un trapiche de la época, una campana y una capilla colonial. Su primer dueño fue Don Basilio de Tovar. Conocido como el Conde de Tovar.
- Hacienda Carabalí: Rodeada de un ambiente natural y de gran belleza escénica, donde se puede disfrutar del contacto con la naturaleza, paseos a caballo y un restaurante de comida criolla. Allí se encuentra una casona que data de la época colonial.
- Virgen de Lourdes: Ubicada en una gruta en el lado exterior izquierdo de la iglesia, construida en los años cuarenta, acompañaba a la virgen la imagen de la niña Bernadette Soubirous, quien fuese una de las primera en presenciar la aparición de la virgen.
- Casa de la Cultura: Construida en los años 90 es la sede de distintas agrupaciones folclóricas y artísticas, sirve de sala de exposición permanente siendo su función principal resaltar el trabajo de los artesanos y artistas e la localidad.
- Biblioteca Pública María Escamillo Romero: Nacida en San Mateo (estado Aragua) el 2 de noviembre de 1904. En 1946 en reconocimiento a su abnegada trayectoria como docente se organiza en el municipio esta biblioteca que lleva su nombre.
- Manga de Coleo: lugar donde se celebran las fiestas patronales populares y las ferias del municipio. Puente de Hierro: Construido en 1928 bajo la dictadura del General Juan Vicente Gómez, copiando los modelos arquitectónicos Franceses de la época, a pesar de nunca habérsele asignado nombre representa un hito dentro del municipio.
- Monumento a San Joaquín: Construido para conmemorar los 200 años de la fundación del pueblo, es obra del escultor Carlos Araujo. Refleja la devoción religiosa del pueblo San joaquinero. Fuente de soda restaurante Tropical: Reconocido lugar en la avenida Bolívar frente a Industrias Heinz el primero en el municipio.
- Fábrica de panelas: Bizcochuelo de fabricación casera de origen español adoptadas por San Joaquín y que se ha mantenido en el tiempo hasta lograr ser nombradas acervo cultural de la nación.

## Política y gobierno
El 25 de Octubre de 1983 la Asamblea Legislativa del Estado Carabobo, (hoy Consejo Legislativo Bolivariano del Estado Carabobo) decreta la Autonomía de San Joaquín. Pero para que esto ocurriera, se suscitaron una serie de eventos que contribuyen a este fin, miembros de la sociedad sanjoaquinera se organizaron en un comité pro-autonomía, a los que en su mayoría se movían por el deseo de progreso en el municipio, algunos destacados son Luis Rojas, Félix Oropeza, Braulio Ramos, y Dionisio Izquierdo García, que se organizaron para tramitar todo lo concerniente a la solicitud de elevación a categoría de Distrito a San Joaquín, propendieron a analizar las posibilidades de elevar a la categoría de municipios en principio a las poblaciones de Juan José Mora (Moron), Diego Ibarra (Mariara) y San Joaquín, debido a las quejas y las necesidades de adecuar las actividades legislativas a los nuevos tiempos que exigían cambios políticos y sociales, en común acuerdo las fuerzas políticas que conformaban para ese entonces la asamblea legislativa de Carabobo AD, COPEI, MAS (en representación de los partidos de izquierda), acordaron otorgar mediante acto solemne la autonomía municipal y en el año 1982, decreta la autonomía de los municipios Juan José Mora y Diego Ibarra y el 25 de Octubre del año 1983 la Autonomía de San Joaquín. 

### Alcaldes
| Período     | Alcaldes            | Partido político / Alianza | % de votos | Notas |
| ----------- | ------------------- | -------------------------- | ---------- | --- |
| 1989 - 1992 | Pedro José Peraza   | MAS                        | 58.69      | Primer alcalde bajo elecciones directas |
| 1992 - 1995 | Pedro José Peraza   | MAS                        | 45,02      | Reelecto |
| 1995 - 2000 | Nelson Guillen      | AD                         | -          | Segundo alcalde bajo elecciones directas (se realizaron elecciones generales adelantadas en el 2000 debido a la aprobación de la Constitución de 1999) |
| 2000 - 2004 | César Hernández     | MAS                        | 28,36      | Tercer alcalde bajo elecciones directas |
| 2004 - 2008 | César Hernández     | MAS                        | 34,85      | Reelecto |
| 2008 - 2013 | Luis Aguiar         | PSUV                       | 55,08      | Cuarto alcalde bajo elecciones directas (se postergan 1 año las elecciones municipales pautadas para finales del 2012)                                 |
| 2013 - 2017 | Charbel Abou Attieh | PSUV                       | 46,30      | Quinto alcalde bajo elecciones directas |
| 2017 - 2021 | Fairuth Ortega      | TUPAMARO                   | 60,83      | Sexta alcaldesa bajo elecciones directas |
| 2021 - 2025 | Diego Corrales      | PSUV                       | 53,40      | Septimo alcalde bajo elecciones directas |

### Concejo municipal
Período 1989 - 1992
| Concejales:        | Partido político / Alianza |
| ------------------ | -------------------------- |
| Inocencio Ramírez  | MAS                        |
| Luis Sequera       | MAS                        |
| Armando Sánchez    | MAS                        |
| Nelson Guillén     | AD                         |
| Carlos Arenas      | AD                         |
| Olga de Villarroel | AD                         |
| Victor Trejo       | COPEI                      |

Período 1992 - 1995
| Concejales:     | Partido político / Alianza |
| --------------- | -------------------------- |
| Miguel Higuerey | MAS                        |
| Cesar Hernández | MAS                        |
| Armando Sanchez | MAS                        |
| Lorenzo Ramírez | MAS                        |
| Freddy González | MAS                        |
| Carlos Arenas   | AD                         |
| José Mujica     | AD                         |

Período 1995 - 2000
| Concejales:             | Partido político / Alianza |
| ----------------------- | -------------------------- |
| Felix Ribero            | AD                         |
| José Gregorio Linares   | AD                         |
| Cesar Hernández         | MAS                        |
| Armando Sánchez         | MAS                        |
| Ebe Orlandy Laya        | P.D.P                      |
| Florencio Montes De Oca | MIN                        |
| Manuel Balza            | COPEI                      |

Período 2001 - 2005
| Concejales:       | Partido político / Alianza |
| ----------------- | -------------------------- |
| Inocencio Ramírez | MAS                        |
| Juan Leal         | MAS                        |
| Armando Sánchez   | MAS                        |
| Pedro Mato        | MVR                        |
| Jones Morales     | MVR                        |
| Angel Serra       | PRVZL                      |
| Santos Noguera    | FV 4 FEB                   |

Período 2005 - 2013
| Concejales:       | Partido político / Alianza |
| ----------------- | -------------------------- |
| Inocencio Ramírez | MAS                        |
| Juan Leal         | MAS                        |
| Iris Machado      | MAS                        |
| Miriam Aguilar    | PRVZL                      |
| Carolina Garcia   | PRVZL                      |
| Jose Cordoba      | MVR                        |
| Faustino Montes   | CONPINO                    |

Período 2013 - 2018
| Concejales          | Partido político / Alianza |
| ------------------- | -------------------------- |
| Magaly Prieto       | PSUV                       |
| Edenia Guillen      | PSUV                       |
| José Flores         | PSUV                       |
| Félix Doria         | PCV                        |
| Francisco Del Valle | PSUV                       |
| José Martínez       | PSUV                       |
| Pedro Peraza        | OPINA                      |

Período 2018 - 2021
| Concejales      | Partido político / Alianza |
| --------------- | -------------------------- |
| Luis Prieto     | PSUV                       |
| José Martínez   | PSUV                       |
| Carmen Quintana | TUPAMARO                   |
| Félix Doria     | PCV                        |
| Maria Campos    | PSUV                       |
| Diego Corrales  | PSUV                       |
| Lorenzo Uzcanga | PSUV                       |

Periodo 2021 - 2025
| Concejales:     | Partido político / Alianza |
| --------------- | -------------------------- |
| Luis Carrero    | PSUV                       |
| Gleidis Cobi    | PSUV                       |
| Luis Arcila     | PSUV                       |
| Carmen Quintana | TUPAMARO                   |
| Luis Prieto     | PSUV                       |
| Ruben Perozo    | PSUV                       |
| Nestor Casares  | MUD                        |